# دریای تنریف
«دریای تنریف» (به انگلیسی: Tenerife Sea) ترانه‌ای از هنرمند اهل بریتانیا اد شیرن است. این ترانه در آلبوم ضرب (۲۰۱۴) قرار داشت.